# Halodule uninervis
Espèce
Statut de conservation UICN

 LC  : Préoccupation mineure
Halodule uninervis est une espèce de plante à fleurs de la famille des Cymodoceaceae. Elle est originaire de l'ouest de l'océan Pacifique et de l'océan Indien. Les noms communs comprennent narrowleaf seagrass en anglaise et a'shab bahriya en arabe.

## Description

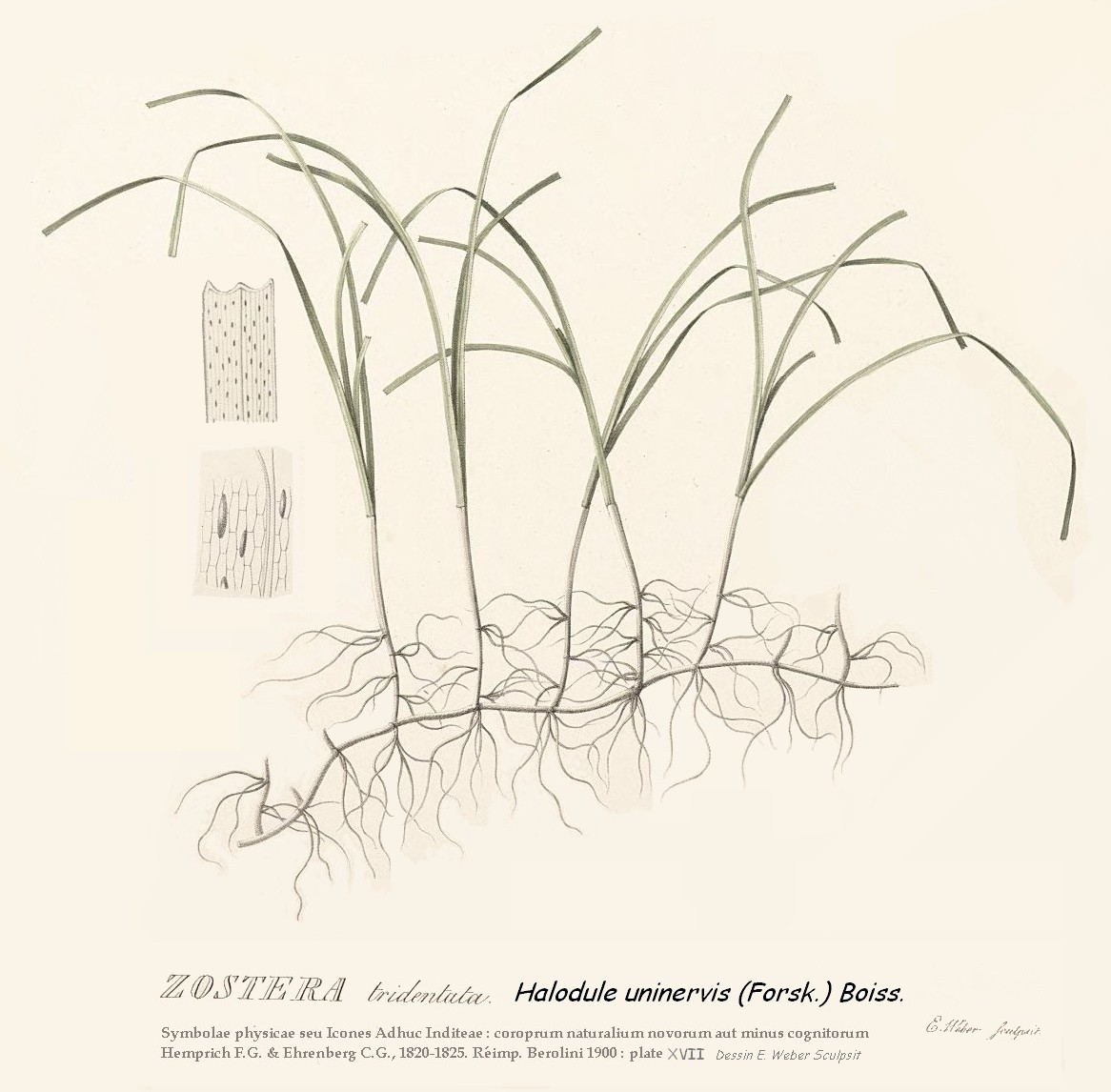
Halodule uninervis

Cette espèce est une plante à fleurs qui se propage par l'intermédiaire d'un rhizome ramifié qui s'enracine au niveau des nœuds. Elle produit des tiges érigées et des feuilles disposées en alternance. Les lames étroites et dentées des feuilles mesurent jusqu'à 15 centimètres de long et généralement environ un millimètre de large, mais la largeur de la feuille est variable et peut atteindre 7 millimètres. Chaque feuille est munie d'une gaine solide pouvant atteindre 3,5 centimètres de long. L'extrémité du limbe est munie de trois dents. Les plantes de cette famille sont dioïque. La fleur mâle est portée par un court pédoncule et est enfermée dans une feuille. Les minuscules anthères sont rouges. Le fruit mesure environ 2 millimètres de long,.
La morphologie des feuilles change en fonction du type d'habitat. Il existe apparemment deux polymorphisme, une feuille étroite et une feuille large, plutôt qu'une gamme continue. Le type de feuille étroite se trouve plus près du rivage où elle est exposée plus souvent. Le type de feuille large se trouve dans les zones plus profondes où les eaux sont plus troubles. Les plantes qui reçoivent moins de lumière peuvent avoir besoin d'une plus grande surface de limbe pour réaliser suffisamment de photosynthèse.

## Répartition et habitat

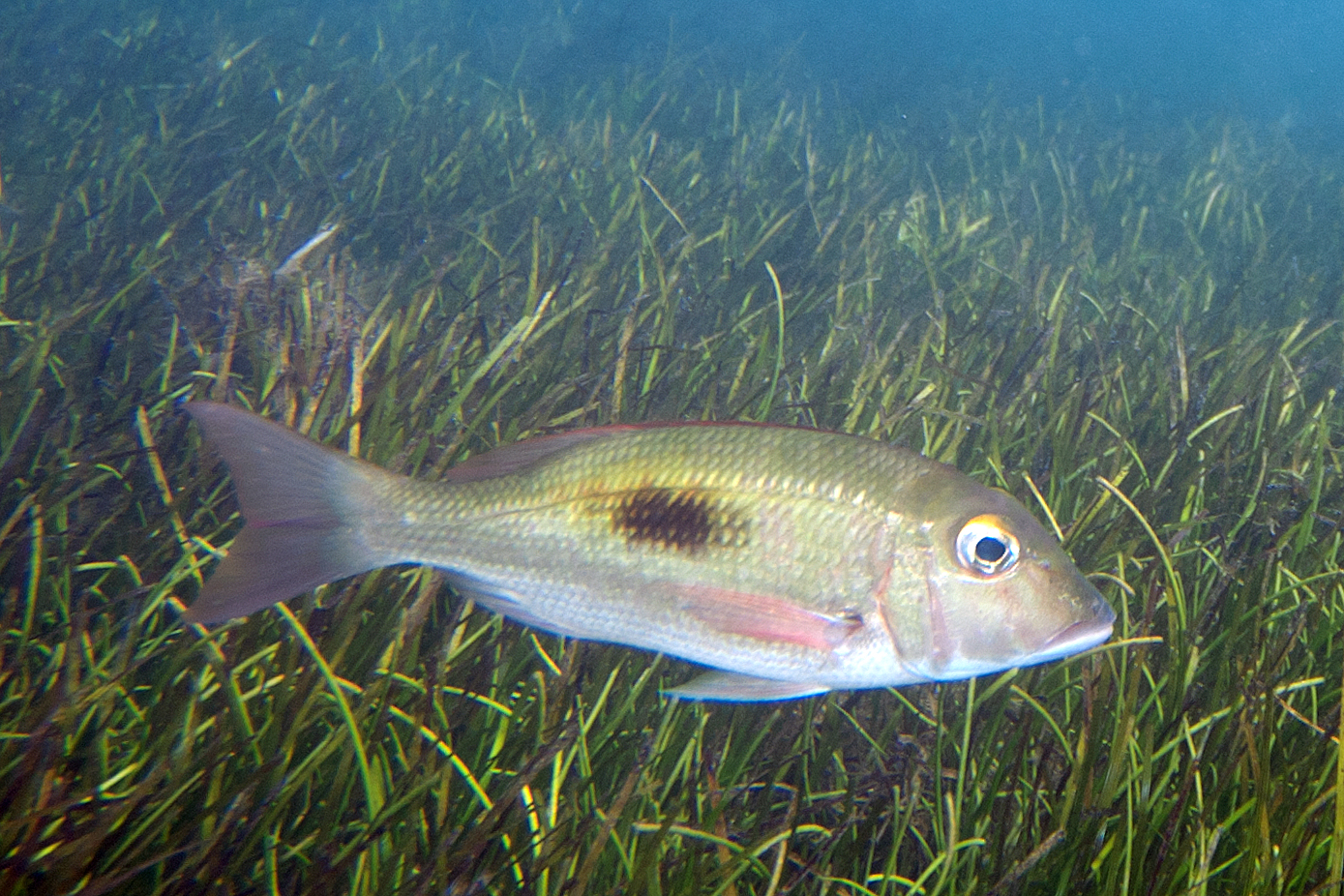
Poisson Lethrinus harak dans un champs d'herbes marines Halodule uninervis, îles Fidji

Halodule uninervis se rencontre dans les pays suivants : Afrique du Sud, Arabie saoudite, Australie, Bahreïn, Bangladesh, Birmanie, Cambodge, Chine, Comores, Fidji, Inde, Indonésie, Israël, Japon, Jordanie, Kenya, Koweït, Madagascar, Malaisie, Maurice, Mozambique, Nouvelle-Calédonie, Oman, Palaos, Papouasie-Nouvelle-Guinée, Philippines, Qatar, Seychelles, Singapour, Somalie, Soudan, Sri Lanka, Tanzanie, Thaïlande, Tonga, Viêt Nam, Yémen, Égypte, Émirats arabes unis, États fédérés de Micronésie, Îles mineures éloignées des États-Unis.

## Biologie
Cette herbe forme des tapis ou des prairies denses sur le substrat, se mélangeant parfois à d'autres herbes marines et à des algues.
Il s'agit d'une espèce euryhaline qui tolère une large gamme de salinité,.

## Écologie
Halodule uninervis est un aliment important pour le dugong,. Halodule uninervis pousse dans le canal de Masirah, une voie d'eau entre l'île de Masirah et la partie continentale d'Oman, où elle constitue un aliment important pour la tortue verte de mer.
Il s'agit d'une espèce pionnière. Elle a été observée sur des substrats à sédiments élevés et à évolution rapide en Australie et en Indonésie,.

## Conservation
Cette plante est courante et commune dans toute son aire de répartition. En général, ses populations sont stables, bien qu'elles puissent diminuer dans des zones localisées, telles que la côte du Bangladesh, et qu'elles fluctuent dans certaines eaux australiennes. Elle est affectée par une certaine dégradation de l'habitat due à des forces telles que le développement côtier, l'envasement, la sédimentation, les événements météorologiques et l'action des marées, la prédation, les parasites, les maladies, le chalutage et d'autres pratiques de pêche, le dragage, la pollution, l'eutrophisation et le changement climatique.
Des plans de conservation sont en vigueur dans diverses régions. Les populations sont surveillées dans les Émirats arabes unis. Elle pousse dans les limites de plusieurs parcs marins et réserves en Afrique. Dans certaines régions d'Australie, les populations ne peuvent être dérangées qu'avec des permis. De grands herbiers sont protégés dans le Parc national de Hat Chao Mai en Thaïlande.

## Systématique
Le nom correct complet (avec auteur) de ce taxon est Halodule uninervis (Forssk.) Boiss..
L'espèce a été initialement classée dans le genre Zostera sous le basionyme Zostera uninervis Forssk..
Ce taxon porte en français le nom vernaculaire ou normalisé suivant : Halodule à trident.
Halodule uninervis a pour synonymes :
- Cymodocea australis (Miq.) Trimen
- Diplanthera indica Steud.
- Diplanthera madagascariensis Steud.
- Diplanthera tridentata Steinh.
- Diplanthera uninervis (Forssk.) Asch.
- Diplanthera uninervis (Forssk.) F.N.Williams
- Diplanthera uninervis (Forssk.) N.H.Williams
- Halodule australis Miq.
- Halodule linearifolia Ohba & Miyata ex Kadono
- Halodule tridentata (Steinh.) Endl.
- Halodule tridentata (Steinh.) Endl. ex Unger
- Halodule uninervis (Forsskål) Ascherson
- Phucagrostis tridentata Ehrenb. & Hemprich
- Phucagrostis tridentata Ehrenb. & Hemprich ex Boiss.
- Zostera tridentata Ehrenberg & Hemprich
- Zostera tridentata Solms
- Zostera uninervis Forssk.